# Гушулей Йосип Миколайович
Йо́сип Микола́йович Гушуле́й (Ґушуле́й) (24 червня 1941, Корнич — 28 лютого 2024) — педагог, доктор педагогічних наук (2001), Відмінник освіти України (1996). 

## Біографічні дані
Народився 24 червня 1941 року в Корничі Івано-Франківської області.
У 1968 році закінчив Львівський лісотехнічний інститут. Відтоді працював у Тернопільському педагогічному університеті: з 2004 року — професор кафедри загально-наукових та інженерних дисциплін.
Помер 28 лютого 2024 року.

## Наукова робота
Досліджував проблеми загально-технічої підготовки учнівської молоді. Співавтор концепції трудової підготовки учнів національної школи України (1992).

### Основні праці
За ЕСУ:
- Вивчення основ техніки у середній школі: проблеми змісту. —  К., 1994;
- Основи техніки: навч. посіб. —  К., 1996;
- Основи деревообробки: навч. посіб. — К., 1996;
- Технічна підготовка школярів. — Т., 1997;
- Загальнотехнічна підготовка учнів у процесі трудового навчання. — Т., 2000;
- Загальна методика викладання основ економіки: навч. посіб. — Т., 2004.[3]